# Den första gång ...
Den första gång ..., med inledningsorden "Den första gång jag såg dig, det var en sommardag" är en sång av Birger Sjöberg från 1922, publicerad i vissamlingen Fridas bok.
Sången skildrar en ynglings beskrivning av "det första mötet" och Sjöberg anknyter därmed till en äldre folkvisetradition och Sjöberg utnyttjar också folkviseklichéer för att skapa distans. Sjöberg anspelar medvetet på Adolf Fredrik Lindblads romans "En sommardag" ("O, ljuva sommarfläkt").

## Inspelningar
Tidiga inspelningar gjordes av Pelle Nordström och Bernhard Blomberg 1925. En inspelning av Einar Waermö utkom på skiva 1929.
Sven-Olof Sandbergs version utkom på skiva 1930, och som grammofonartist fick han betydligt större genombrott än Sjöberg själv. Andra kända inspelningar har gjorts av Sven-Bertil Taube (1976), Ernst-Hugo Järegård  och Vikingarna (1991) samt av Christer Sjögren som soloartist (2003). Förutom Sjöberg-tolkare som Mikael Samuelson har den bland annat även sjungits av den danske rockmusikern Kim Larsen, Carola Häggkvist, på albumet Störst av allt 2005, Sissel Kyrkjebø (2005) och Sten & Stanley (1967). Gustaf Torrestad med Frank Hansen, hammondorgel och hans ensemble gjorde en insjungning i Oslo den 6 december 1955. Arrangör var Frank Hansen. Den utgavs på 78-varvaren Philips P 53048
 H.
Martin Best spelade 1980 in sången på engelska med text av Tom Fletcher som "When First I Ever Saw You", på albumet When First I Ever Saw You.

## Övrigt
Sången finns också med i filmen Släpp fångarne loss – det är vår! från 1975 där Ernst-Hugo Järegård framför sången.